# Dobra (Hunedoara)
Dobra (ungarisch Hunyaddobra) ist eine Gemeinde im Kreis Hunedoara in der Region Siebenbürgen in Rumänien.
Der Ort ist auch unter den ungarischen Bezeichnungen Dobra und Jófő bekannt.

## Geographische Lage

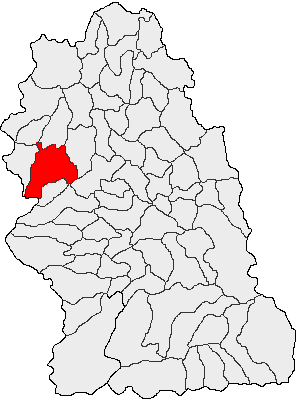
Lage der Gemeinde Dobra im Kreis Hunedoara

Dobra ist eine Gemeinde im Südwesten Siebenbürgens, nördlich des Poiana-Ruscă-Gebirges – ein Gebirgszug der Rumänischen Westkarpaten – am gleichnamigen Bach ein linker Zufluss des Mureș (Mieresch). Im Miereschtal, im Westen des Kreises Hunedoara, befindet sich der Ort an der Europastraße 673 und der Bahnstrecke Ilia-Lugoj etwa 30 Kilometer westlich von der Kreishauptstadt Deva (Diemrich) entfernt.
Die rumänische Autobahn A1 verläuft auf dem Areal des Ortes.

## Geschichte
Dobra wurde erstmals 1387 urkundlich erwähnt und war im Mittelalter ein rumänisches Distrikt im historischen Hunyader Komitat (Komitat Eisenmarkt). Eine Besiedlung der Region reicht jedoch weit mehr zurück. In einem Bericht von D. Berciu wurde eine Siedlung auf dem Areal des Ortes, welche in die Frühgeschichte deutet, aufgezeichnet. Nach Berichten von G. Téglás, I. Marțian und M. Roska wurden Bronzeteile aus der Spätbronzezeit gefunden. Entlang des Mureș, auf dem Areal der heutigen Gemeinde, ist auch der Verlauf einer Römerstraße aufgezeichnet.

## Bevölkerung
Die Bevölkerung der Gemeinde entwickelte sich wie folgt:
| 1850 | 5.114 | 4.844 | 105 | 44  | 121           |
| 1890 | 5.252 | 4.974 | 141 | 114 | 23            |
| 1930 | 5.636 | 5.253 | 139 | 43  | 201           |
| 1977 | 4.588 | 4.514 | 47  | 4   | 23            |
| 2002 | 3.499 | 3.454 | 24  | 1   | 20            |
| 2023 | 3.203 | 2.980 | 2   | -   | 221 (19 Roma) |

Seit der offiziellen Volkszählung von 1850 wurden auf dem Gebiet der heutigen Gemeinde überwiegend Rumänen registriert. Die höchste Einwohnerzahl (6.261) – gleichzeitig die der Rumänen (5.637) und der Magyaren (450) – wurde 1910 ermittelt. Die höchste Bevölkerungszahl der Roma (146) wurde 1930 und die der Rumäniendeutsche 1890 registriert. Des Weiteren wurden in der Gemeinde Dobra bei fast jeder Erhebung auch Slowaken (höchste Einwohnerzahl 61; 1900), Serben (höchste Einwohnerzahl 29; 1880) und Ukrainer (höchste Einwohnerzahl 4; 1992) registriert. Bei der Volkszählung vom 31. Oktober 2011, wurden in 1.501 Haushalten der Gemeinde, 3.242 Menschen gezählt.
Die Hauptbeschäftigung der Bevölkerung ist die Forst- und die Holzwirtschaft und die Arbeit im Kiestagebau am Mureș.

## Sehenswürdigkeiten
- Das ehemalige Bürgermeisteramt in Dobra, im 19. Jahrhundert errichtet, steht unter Denkmalschutz.[8]
- Die Holzkirchen Cuvioasa Paraschiva, im eingemeindeten Dorf Rădulești,[9] 1733 errichtet; im eingemeindeten Dorf Abucea,[10] im 18. Jahrhundert errichtet; im eingemeindeten Dorf Stâncești,[11] im 19. Jahrhundert errichtet, stehen unter Denkmalschutz.[8]
- Die Kirche Cuvioasa Paraschiva, im eingemeindeten Dorf Lăpușnic,[12] im 17. Jahrhundert und die Kirche Buna Vestire, im eingemeindeten Dorf Roșcani,[13] im 18. Jahrhundert errichtet, stehen unter Denkmalschutz.[8]